# Gold (film, 2013)
Pour les articles homonymes, voir Gold.
Pour plus de détails, voir Fiche technique et Distribution.
Gold est un western dramatique germano-canadien réalisé par Thomas Arslan et sorti en 2013.

## Synopsis
Un homme d’affaires allemand, plus ou moins véreux, propose à des compatriotes de les guider à travers l’ouest du Canada jusqu'au Klondike afin d’y participer à la ruée vers l’or. Il apparaît rapidement qu’il ne connaît pas l’itinéraire et qu’il a engagé tout le groupe dans une aventure dangereuse. Chaque participant va devoir alors se déterminer en fonction de son caractère et de ses motivations.

## Fiche technique
- Titre : Gold
- Réalisation : Thomas Arslan
- Scénario : Thomas Arslan
- Musique : Dylan Carlson
- Photographie : Patrick Orth
- Montage : Bettina Böhler
- Casting : Ulrike Müller
- Costumes : Anette Guther
- Direction artistique : Merlin Ortner
- Producteur : Florian Koerner von Gustorf et Michael Weber (de)
  - Producteur délégué : Henrik Meyer
- Production : Schramm Film Koerner & Weber, Weber Production, Bayerischer Rundfunk, Degeto Westdeutscher et Rundfunk Arte
- Distribution : Happiness Distribution
- Pays :  Allemagne et  Canada
- Format :  Couleur - 35 mm - 2,35:1 – son  Dolby Digital
- Genre : Western dramatique
- Durée : 112 minutes
- Dates de sortie : 
  - Allemagne : 28 février 2013
  - France : 24 juillet 2013
- Sortie DVD : 3 décembre 2013

## Distribution
- Nina Hoss : Emily Meyer
- Marko Mandic : Carl Boehmer
- Lars Rudolph (en) : Rossmann
- Uwe Bohm : Gustav Müller
- Peter Kurth : Wilhelm Laser
- Rosa Enskat : Maria Dietz
- Wolfgang Packhäuser : Otto Dietz
- Kindall Charters : un indien
- Attila Kallai : un chercheur d'or

## Distinctions

### Nominations et sélections
- Berlinale 2013 : sélection officielle
- Festival international du film de Vancouver 2013
- Festival international du film de Locarno 2014
- Festival international du film de Palm Springs 2014 : sélection "World Cinema Now"